# Nieuw-Apostolische Kerk (kerkgenootschap)
De Nieuw-Apostolische Kerk (NAK) is een orthodox chiliastisch kerkgenootschap, dat in Duitsland ontstaan is door scheuring in 1878 uit de Allgemeine Christliche Apostolische Mission (ACAM) en in Nederland door het schisma met de Hersteld Apostolische Zendingkerk van 1897, met name ten gevolge van de invoering van het zogenaamde 'Nieuwe Licht' van apostel Krebs. Tussen 1897 en 1961 gebruikte men de naam Hersteld Apostolische Zendinggemeente in de Eenheid der Apostelen (HAZEA).

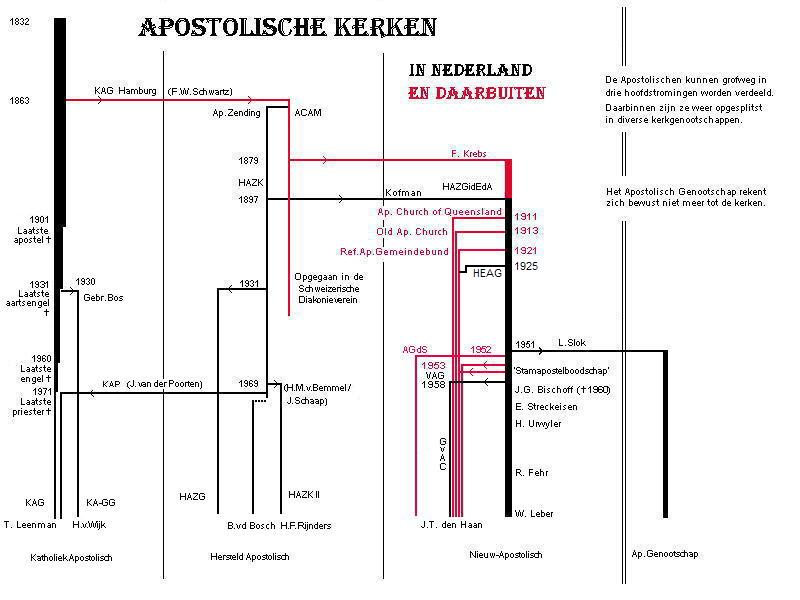
Schema van de verschillende Apostolischen in Nederland vanaf 1830 tot heden. Klik op de afbeelding voor een vergroting.

Embleem van de Nieuw-Apostolische Kerk

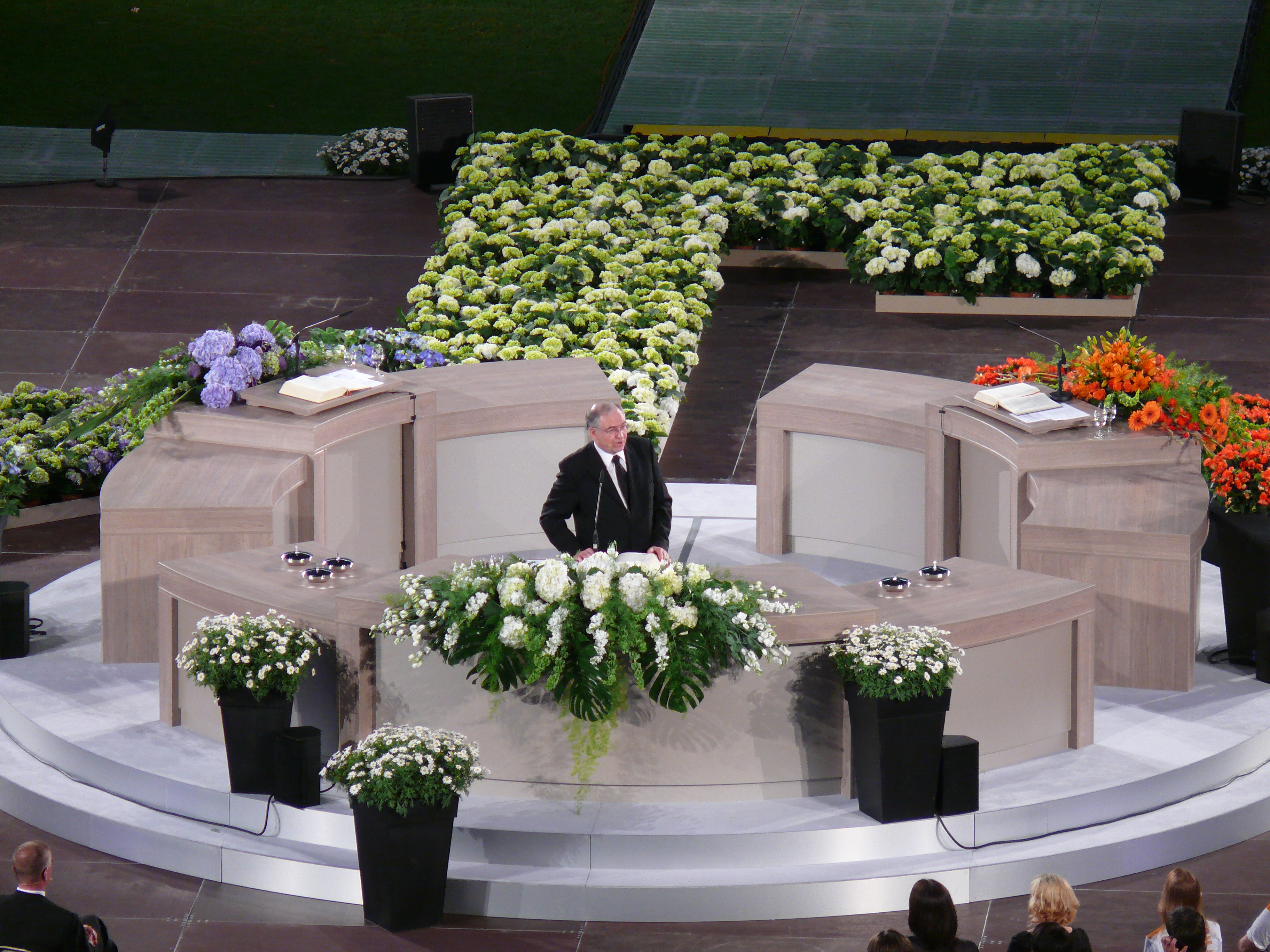
Apostel Leber bij de afsluiting van de Europese jeugddag 2009 in Düsseldorf

## Geschiedenis

### Oorsprong

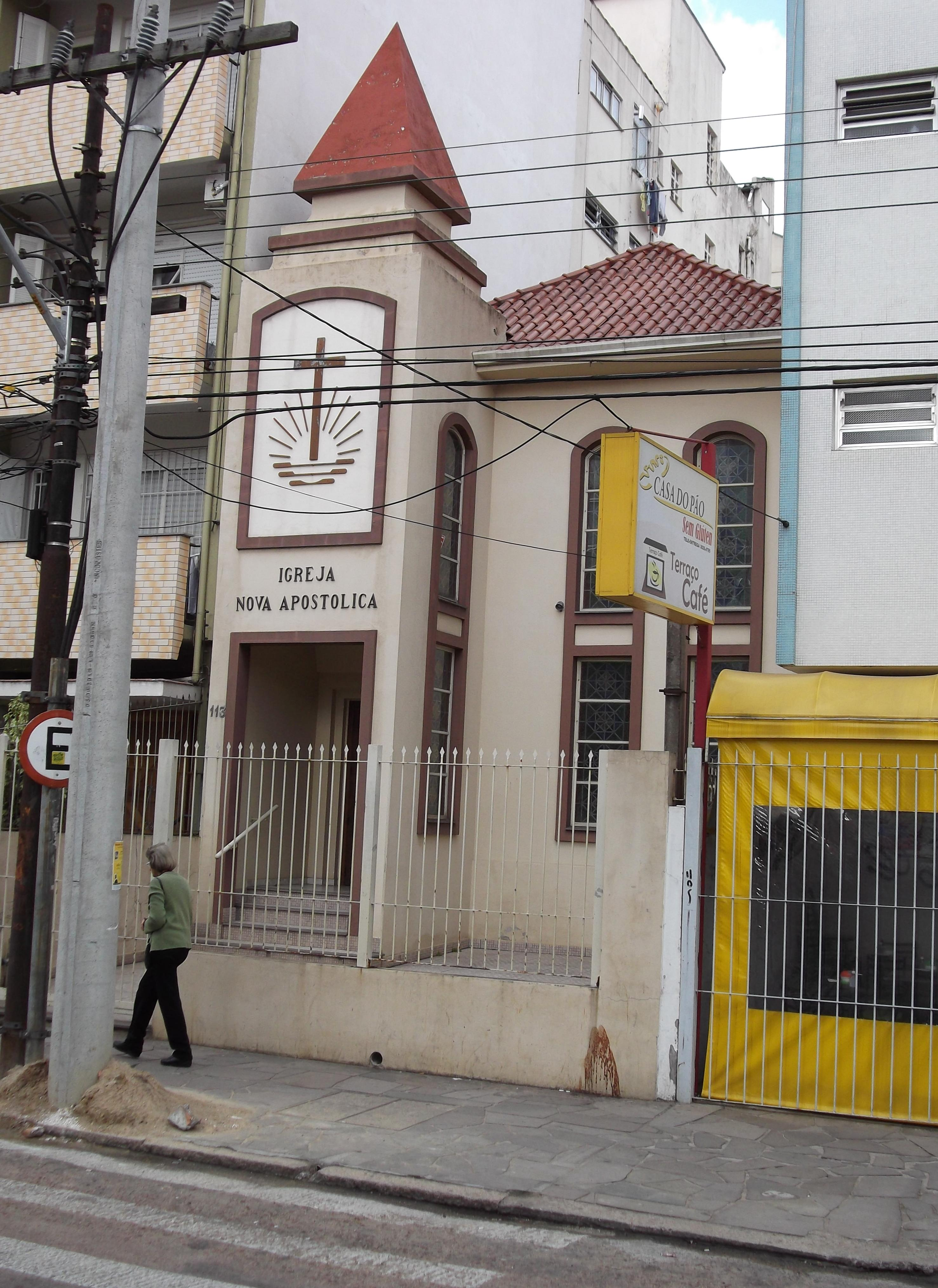
Apostolische kerk in Porto Alegre, Brazilië

In de overgang van de 18e naar de 19e eeuw voltrekken zich grote veranderingen. In 1789 breekt de Franse Revolutie uit, die kerk en staat van elkaar scheidt, de macht van koning en kerk uitholt en de gelijkheid voor de wet invoert. Deze revolutionaire principes verspreiden zich geleidelijk over grote delen van West-Europa. In de 18e eeuw begint ook de Industriële Revolutie, die leidt tot verstedelijking, ingrijpende maatschappelijke verschuivingen en sociale ellende.
In Groot-Brittannië ontstaat een soort crisisgevoel, dat wordt aangewakkerd door kerkelijke twisten, door een nieuwe kieswet die de macht van de grootgrondbezitters aantast, door revolutionaire onrust onder de boeren en door een maandenlang durende cholera-epidemie. In conservatieve kringen ontstaat de overtuiging dat de basis onder het maatschappelijk bestel en de moraal was weggeslagen en herstel slechts mogelijk is door terugkeer tot de door God gewilde orde.
In de romantiek, de cultuurstroming die volgt op de verlichting, neemt de religie een belangrijke plaats in. Er ontstaat een opwekkingsbeweging, Réveil genaamd, die zich verspreidt over delen van Zwitserland, Duitsland en Frankrijk. Het kwam ook in Nederland voor. In de kringen van deze beweging leefde sterk de wederkomstverwachting. Deze denkbeelden worden onder andere beïnvloed door de werken van Edward Irving, een Schotse prediker en theoloog, die grote invloed zal hebben op het ontstaan van de Katholiek Apostolische Kerk.

### Albury-conferenties
Tot genoemde, sociaal hoog geklasseerde, conservatieve kringen behoort ook Henry Drummond, een schatrijke bankier, lid van het Engelse Lagerhuis en eigenaar van het landgoed Albury Park gelegen nabij Albury in Zuid-Engeland. Hij organiseert van 1826 tot 1830 op zijn landgoed jaarlijks een conferentie ter bestudering van de profetische geschriften in de Bijbel. Aan deze, een week durende, conferenties nemen 44 personen deel, de helft geestelijken en de helft leken, grotendeels behorend tot de Anglicaanse Kerk. Na de conferenties worden de gesproken onderwerpen voortgezet in het driemaandelijkse tijdschrift Morning Watch. Dit tijdschrift wordt grotendeels volgeschreven door Edward Irving ook een van de deelnemers van de conferenties op Albury Park.
De Anglicaanse geestelijke Haldane Stewart, ook deelnemer van de Albury-conferenties, heeft sinds 1826 in een wijdverbreid pamflet en met prediking in Engeland en Schotland mensen aangespoord te bidden om een hernieuwde uitstorting van de Heilige Geest. Velen geven hieraan gehoor.

### Geesteswerkingen in Schotland
In 1830 verneemt de Alburygroep van wonderbaarlijke gebeurtenissen in de omgeving van Glasgow. De Schotse theologische wereld wordt omstreeks die tijd ook in beroering gebracht door de nieuwe opvattingen en leringen, die door de Kerk van Schotland als dwalingen worden veroordeeld. De religieuze geladenheid in Schotland is voor een belangrijk deel opgewekt door de machtige prediking van Edward Irving in 1828 en 1829. Tijdens zijn preek in Rosneath moet onder zijn gehoor ook Mary Campbell hebben bevonden. Kort daarop krijgt zij tuberculose. Vooral geïnspireerd door Irvings assistent Scott houdt zij zich sterk bezig met de gaven van de Heilige Geest. Begin 1830 gaat haar toestand sterk achteruit, maar tijdens een bezoek van vrienden op 28 maart barst ze tijdens een gebed los in tongen.
Een andere merkwaardige gebeurtenis vindt plaats in Port Glasgow, waar de familie Macdonald, bestaande uit twee broers en drie zusters, woont. Een van de zusters, Margaret, wordt ernstig ziek en op haar ziekbed krijgt ze dezelfde ervaring als Mary Campbell. Op 14 april 1830 wordt ze zo ziek dat men denkt dat ze zal sterven. Plotseling krijgt ze kracht en zegt: “Er zal vandaag een machtige doop met de Heilige Geest plaatsvinden”, waarna ze uren doorgaat met gebed en lofprijzing.
Als de broers thuiskomen worden ze door Margaret ernstig toegesproken en bidt ze uiteindelijk of haar broer James met de Heilige Geest mag worden begiftigd. James staat dan op, vat Margaret bij de hand en zegt “Rijs op en sta”. Margaret staat op en ze gaan beiden aan tafel. Na het eten gaan de broers weer naar hun scheepswerf, waar James een brief schrijft aan Mary Campbell en haar gebiedt om op te staan. De volgende dag arriveert Mary, volkomen genezen, aan de kade, waar James haar al op staat te wachten en ze vertelt dat van zijn brief een enorme kracht uitging. Ze was opgestaan en had gedanst en gezongen. In de volgende maanden wordt regelmatig in tongen gesproken tijdens gebedsbijeenkomsten bij de Macdonalds en op andere plaatsen. Deze gebeurtenissen trekken wijd en zijd veel belangstelling.

### Geesteswerkingen in Londen
De Albury-conferentie in 1830 ontvangt ook een schriftelijk verslag van de gebeurtenissen in Schotland. Men besluit om te bidden en een nader onderzoek in te stellen. Als het gezelschap, dat onder leiding staat van de 28-jarige advocaat John Cardale, uit Schotland terugkomt wordt het uitgenodigd om in Albury verslag te doen. Cardale en de zijnen blijken geheel overtuigd te zijn van de waarachtigheid en de goddelijke oorsprong van de manifestaties.
Cardale gaat in zijn huis wekelijkse gebedsbijeenkomsten houden, waarin gebeden wordt om uitstorting van de Heilige Geest. In het voorjaar krijgen volgens de overleveringen zijn vrouw en zijn zuster Emily, die mee waren gereisd naar Schotland, de gave van tongentaal en profetie. Aangezien de Anglicaanse Kerk, waartoe de Cardales behoren, zich tegen hen keert, sluiten ze zich aan bij de gemeente van Irving.
In deze intussen sterk toegenomen gemeente worden bijeenkomsten gehouden, waarin wordt gebeden om door de Heilige Geest gezalfde apostelen, profeten, evangelisten, herders en leraren. Tijdens een van deze bijeenkomsten barst een zekere Oliver Taplan los in een tong, gevolgd door de woorden “Jehova, hoor ons”. Ook in volgende bijeenkomsten profeteert hij. Na verloop van tijd laat Irving deze uitingen ook toe tijdens de erediensten in zijn kerk. Als de kerkvoogden hier ernstig bezwaar tegen maken weigert Irving hieraan gehoor te geven.
In 1832 oordeelt het gezag van de Schotse Kerk Irving ongeschikt om als predikant aan te blijven en wordt hem de verdere toegang geweigerd tot de kerk, die juist ter wille van zijn succesvolle prediking was gebouwd. Het grootste deel van zijn gemeente blijft hem trouw en scheidt zich af van de Kerk van Schotland. Ze vinden een onderkomen in de Newton Street en ook op andere plaatsen in en buiten Londen vormen zich gemeenten onder leiding van geestelijken die geloof hechten aan de geestesgaven. Deze gemeenten zullen zich later aaneen gaan sluiten onder de naam van de Catholic Apostolic Church.

### Katholiek Apostolische Kerk
In 1831 organiseert Henry Drummond gebedsbijeenkomsten onder meer in Albury om te bidden om uitstorting van de gaven. Hij roept William Caird, de echtgenoot van Mary Campbell, naar Albury om als evangelist te werken onder armen. Tijdens een gebedsbijeenkomst op 29 juli 1832 krijgt Drummond de gave om te spreken in de Heilige Geest. Op 20 oktober wordt Drummond door een van de profetisch begiftigden uit Londen tot pastor van de groep in Albury geroepen. Dit was de eerste keer dat iemand tot een ambt wordt geroepen. Men meent echter dat deze roeping door een wijding moet worden bevestigd.
Eveneens in oktober krijgt ook Cardale de gave van het spreken in de Heilige Geest en korte tijd later wordt hij tot apostel geroepen. Als vervolgens tijdens een huiselijke gebedsbijeenkomst Cardale weer bidt om de uitstorting van de Heilige Geest spreekt Drummond in de Geest: “Deel die dan uit. Zijt gij niet een apostel?”

### Eerste roepingen
Op 24 december 1832 arriveren Cardale en Taplin te Albury om een paar dagen bij Drummond door te brengen. In het avondgebed treedt Cardale op de al eerder door Drummond tot evangelist geroepen Caird toe en wijdt hem door handoplegging. Op tweede kerstdag roept Taplin tot Cardale om de engel van de gemeente te wijden. Cardale gaat op de geknielde Drummond toe, legt zijn beide handen op diens hoofd en wijdt hem tot pastor. Zo komt er een gemeente te Albury onder een door een profeet geroepen en door een apostel gewijde voorganger.
Echter Albury heeft op dat moment veel minder betekenis voor de beweging dan de gemeente in Newman Street, die verreweg de grootste is. Irving is nog altijd de centrale figuur, maar zijn positie gaat echter veranderen door zijn afzetting door de Schotse Kerk. Deze daad heeft geen consequenties voor hém, maar voor de kerk zelf. Spoedig blijkt dat niet iedereen in zijn gemeente eender denkt. Als hij op één der volgende zondagen een kind wil dopen, houdt Cardale, optredend in de kracht van de Heilige Geest, hem daarvan terug. Daarop wordt geopenbaard dat Irving een nieuwe wijding zal ontvangen.
Binnen een tijdsbestek van drie weken krijgt de gemeente een nieuwe kerkordening. Door profetische roeping en wijding door de apostel wordt Irving engel (voorganger) van de gemeente en Taplin profeet. Verder worden er ouderlingen, helpers, diakenen, evangelisten en later nog onderdiakenen en diaconessen aangewezen. Deze nieuwe ordening wordt ook in de andere gemeenten, die aansluiting hebben gezocht of nog zoeken, ingevoerd. In 1836 zijn er 36 gemeenten die onder de apostelen vergaderen.
In 1833 en 1834 worden vijf nieuwe apostelen benoemd, Drummond, Perceval (parlementslid) King-Church (ambtenaar in de Tower) Armstrong (Anglicaans geestelijke) en Woodhouse (advocaat). De eerste twee apostelen Cardale en Drummond verrichten de wijdingen. Al in 1834 gaan ze wijdingen verrichten. De latere apostelen voelden geen profetische gaven en werden steeds meer bestuurders.

### Edward Irving
Kort voor de dood van Edward Irving nemen de apostelen ook de leiding over van de Londense vergaderingen. Irving had moeite met deze ontwikkelingen.
Hoewel zijn gezondheid sterk achteruit gaat vertrekt hij in september 1834, tegen alle adviezen in, uit Londen naar het noorden. In Glasgow aangekomen nemen zijn krachten snel af en overlijdt hij op 7 december. Gevolgd door een grote rouwende schare wordt zijn lichaam ten grave gedragen in de crypte van de kathedraal van Glasgow. Boven zijn graf wordt later een venster aangebracht met de beeltenis van Johannes de Doper. Het gezicht van de profeet vertoont het gezicht van Irving en onderaan staat de boodschap die beide profeten aan de wereld brachten: “Bekeert u, want het koninkrijk der hemelen is nabij”.

### Kerkordening
In 1834/35 wordt het twaalfvoudige apostolaat voltooid doordat Cardale en Taplin zes nieuwe apostelen roepen: Dalton (Anglicaans geestelijke), Tudor (kunstenaar/schrijver), Carlyle (advocaat), Sitwell (vooraanstaande Schot), Dow (pastor Schotse Kerk), Mackenzie (grossier in farmaceutica). Als apostelcollege worden zij nu afgezonderd voor hun leidinggevende taak. Zij trekken zich terug te Albury, waar zij door Bijbellezing, meditatie en overleg hun opvattingen op elkaar afstemmen. Cardale vervult in het college de rol van “senior apostle”. Door de apostelen, met Cardale als eindredacteur, wordt een Testimonium opgesteld dat overhandigd zal worden aan de leiding van de Anglicaanse Kerk. Perceval stelt een Testimonium op voor de koning. In deze Testimonia wordt de visie van de apostelen op de toestand van de christenheid uiteengezet.
Door een profetie van Drummond in juni 1836 wordt het christendom verdeeld in twaalf stammen genoemd naar de zonen van Jakob, die elk een apostel krijgen toegewezen. Het jaar 1837 wordt grotendeels besteed aan het opstellen van een groot Testimonium om te worden overhandigd aan wereldlijke en geestelijke leiders van het christendom.
De apostelen vertrekken nu naar hun respectievelijke arbeidsterrein om zich te oriënteren. Het Testimonium wordt door Drummond, steeds vergezeld door een andere apostel, achtereenvolgens aangeboden aan de paus, de keizer van Oostenrijk, de koning van Frankrijk en vervolgens aan zo veel mogelijk andere vorsten. Eind 1838 keren de apostelen terug naar Albury. Na een kort verblijf vertrekken enkelen weer naar het buitenland.
De Katholiek Apostolische Kerk, die spoedig ook in andere landen, met name Duitsland, gemeenten sticht, ontwikkelt geen eigen leerstelsel. Ze neemt de drie oecumenische geloofsbelijdenissen uit de eerste drie eeuwen van het christendom over. In 1842 wordt een uitgebreide liturgie samengesteld uit elementen van vroegere en bestaande liturgieën, alsmede een ingewikkeld ambtsstructuur ingevoerd.
In 1847 wordt als sacramentele handeling de afdracht van de Heilige Geest ingevoerd door handoplegging van de apostelen aan allen die de leeftijd van twintig jaar hebben bereikt.
In 1853 betrekt de gemeente van Newman Street een nieuw kerkgebouw op Gordon Square en bekend wordt als de “centrale kerk”. Tegenwoordig is het in gebruik als de studentenkerk van de Londense Universiteit.
In 1855 overlijden de apostelen Mackenzie, Carlyle en Dow. Een zware slag, omdat stilzwijgend was aangenomen dat de Heer tijdens het leven van de twaalf apostelen zou wederkomen. Tussen 1859 en 1869 overlijden nog een aantal apostelen en na het overlijden van Cardale in 1877 en Armstrong in 1878 blijft alleen Woodhouse nog over. Men hoopt nu dat de Heer zal wederkomen voor het overlijden van de laatste apostel. Als Woodhouse in 1901 op 95-jarige leeftijd overlijdt wordt ook deze hoop de bodem ingeslagen. Er wordt niet meer verzegeld en er vinden geen ambtswijdingen meer plaats. Steeds meer altaren worden bedekt, omdat de mis niet meer kan worden opgedragen en steeds meer kerkgebouwen worden gesloten. In Groot-Brittannië zijn de meeste kerkgebouwen overgedragen aan andere denominaties en hebben de meeste gemeenteleden zich aangesloten bij de Anglicaanse Kerk. Op het continent houdt men de gemeenten zo veel mogelijk in stand en worden in samenkomsten uit de Bijbel gelezen, gezongen en gepreekt uit bestaande katholiek-apostolische literatuur.
Nadat in 1855 en volgende jaren enkele apostelen overlijden, roept dat bij sommigen de vraag op of het apostelcollege niet aangevuld moet worden. Als door profeten inderdaad nieuwe apostelen worden geroepen, worden deze roepingen door het apostelcollege niet erkend. Met grote gevolgen. Het leidt tot een afscheiding in Duitsland, waaruit later een nieuwe apostolische beweging zou ontstaan, die in omvang en vitaliteit de langzaam afstervende Katholiek Apostolische Kerk zou overvleugelen.

### De nieuwe ordening
De eerste gemeente in Duitsland wordt gesticht in Berlijn en als stichtingsdatum geldt 19 maart 1848, de dag waarop Carlyle als apostel voor Noord-Duitsland de eerste verzegelingsdienst houdt. Vervolgens worden ook op andere plaatsen in Duitsland gemeenten gesticht. Het succes dat Carlyle met zijn optreden heeft wordt tevens in de hand gewerkt door het toetreden van de vooraanstaande theoloog en hoogleraar Thiersch. In 1849 sluit Heinrich Geyer, onderwijzer, zich aan bij de gemeente in Berlijn. In 1850 tot priester gewijd ontwikkelt hij zich al spoedig tot profeet. In 1852 krijgt hij de rang van engel en fungeert dan als stamprofeet voor Noord-Duitsland. In die functie neemt hij regelmatig deel aan vergaderingen in Albury. Hij was van mening dat de wederkomst weleens langer op zich zou kunnen laten wachten en was ervan overtuigd dat er tot die tijd een twaalftallig apostelcollege moest blijven. Tijdens een profetenvergadering in 1860 in Albury die ook door zes overgebleven apostelen wordt bijgewoond roept Geyer de evangelisten Böhm en Caird tot apostel, maar deze roeping wordt niet erkend. Op de terugreis naar huis brengt Geyer een bezoek aan de voorganger van de gemeente Hamburg, Friedrich Wilhelm Schwarz.

### Apostel Schwartz

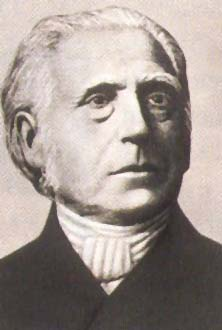
Apostel Schwartz op latere leeftijd

Schwartz, aanvankelijk kleermaker, was naar Berlijn getrokken om daar opgeleid te worden tot zendeling. Daar kwam hij in aanraking met het apostolisch werk. In 1850 wordt hij samen met Geyer tot priester gewijd en in 1859 gaat hij als hulpengel de gemeente Hamburg leiden onder supervisie van de engel Rothe van de gemeente Berlijn. Als Geyer hem het gebeurde in Albury vertelt, raadt Schwarz hem aan zich bij het besluit van het apostelcollege neer te leggen.
Geyer, die Woodhouse vaak begeleidt, stuurt in november 1862 Schwarz een brief. Hij bericht dat de Heer door hem heeft gesproken teneinde de ouderling Rosochacky in Koningsbergen tot apostel te roepen, maar ook deze roeping door Woodhouse niet wordt geaccepteerd. Dan stelt Schwartz beide broeders de vraag of zij beiden voor God kunnen bezweren dat deze roeping uit de Heilige Geest was. Als beiden daarop een bevestigend antwoord geven, laat Schwartz hen op 4 januari 1863 naar Hamburg komen. Deze uitnodiging zal voor de apostolische geschiedenis grote gevolgen hebben.
Als beiden aan de gemeente zijn voorgesteld legt Schwartz zijn ambt als engel neer, aanvaardt Rosochacky als apostel en stelt zich onder zijn ambt. Op enkele leden na aanvaardt ook de gemeente Rosochacky als apostel. Daarop worden Schwartz en de andere ambtsdragers door Rothe geschorst.
Helaas wordt Rosochacky alras aan het twijfelen gebracht en legt hij zijn ambt neer. De gemeente besluit zonder apostel te blijven totdat de Heer er weer één zal geven.
Enige weken later, op 12 april 1863, wordt een profetie gehoord waarin priester Preuss tot apostel wordt beroepen. Schwartz plaatst zich nu onder deze apostel, hetgeen echter de definitieve scheiding van de Katholiek Apostolische Kerk tot gevolg heeft.
Schwartz heeft de afzondering van de “Engelse apostelen” altijd zeer betreurd en herhaalde pogingen tot verzoening en hereniging gedaan.
Op 27 mei 1863, op Pinksteren, wordt door profetieën van Geyer en anderen Schwartz tot apostel voor Nederland geroepen.

### De apostolische zending
Op 27 september 1863 arriveert apostel Schwartz (omdat men in Nederland zijn naam met Schwartz in plaats van Schwarz schreef heeft hij deze schrijfwijze later zelf overgenomen) in Amsterdam, waar hij wordt opgewacht door drie jonge evangelisten, Meyersahm, Hübner en Ahlin, die door hem vooruitgezonden waren. Na enige tijd krijgt hij enkele volgelingen en in 1864 vindt de eerste verzegeling plaats van drie mannen. Langzaam ontstaat een kleine gemeente die van het ene huurlokaal naar het andere trekt. Na de komst van zijn vrouw woont Schwartz in de Noorderstraat, waar ook weekdiensten worden gehouden. In 1865 verhuist de familie Schwartz naar de Egelantiersgracht 198, waar ze 15 jaar blijven wonen.
Deze beginjaren kenmerken zich door armoede en veel tegenwerking. In een eenvoudig schoollokaal aan de Lauriersgracht wordt in 1867 Menkhoff met zijn gezin verzegeld. Zodra de evangelist Hübner in 1863 in Amsterdam arriveert brengt hij het getuigenis aan Menkhoff, predikant bij de Vrije Evangelische Gemeente in Ouderkerk a/d Amstel. Er volgen vele gesprekken met apostel Schwartz en na zijn verzegeling zendt deze hem als evangelist naar zijn geboorteplaats Bielefeld om daar een gemeente te stichten. Een jaar later houdt apostel Schwartz in Bielefeld de eerste verzegelingsdienst en onder degenen die de Heilige Geest ontvangen, zijn de 20-jarige Hermann Niehaus (de latere stamapostel) en zijn ouders. Een jaar later, in 1869, kan apostel Schwartz in Bielefeld al 100 mensen verzegelen. In 1872 wordt Menkhoff, inmiddels opziener, te Amsterdam door apostel Schwartz tot apostel geordineerd voor de Duitse deelstaten Westfalen en Rijnland. Onder invloed van Menkhoff treedt er een grote verandering in de liturgie op. De priesterlijke gewaden worden afgeschaft en geleidelijk verdwijnen ook andere liturgische gebruiken die stammen uit de Katholiek Apostolische Kerk.
Het apostolische werk wordt ook uitgezaaid naar Nederlands-Indië door een onverwachte bekeerling, mr. Anthing, gepensioneerd vicepresident van het Hoge Gerechtshof te Batavia. Een halfjaar na zijn verzegeling in 1879 wordt hij geroepen tot apostel voor Nederlands-Indië.

### DeHersteld Apostolische Zendingkerk
Het apostolische werk krijgt echter ook in Amsterdam verdere bekendheid en het ledental groeit dermate dat op 11 juli 1892 een gebouw op Prinseneiland wordt gekocht en na de verbouwing op eerste kerstdag 1892 als kerk wordt ingewijd. Uit de aankoop- en verbouwingskosten voor dit perceel nr. 89 mag men aannemen dat de financiële situatie aanzienlijk beter is geworden dan in het verleden. In september 1867 kwam er een profetische aanwijzing “Breng mij tienden in Mijn huis, opdat er spijze zij”. Van toen af waren “de tienden” gebruikelijk.
Op 6 december 1895 overlijdt op 80-jarige leeftijd de man die de grondlegger was van het apostolische werk in Nederland. Was het begin in Nederland bescheiden en vooreerst beperkt tot de hoofdstad, na ongeveer tien jaar begint het enigszins vrucht te dragen en worden ook geleidelijk andere gemeenten gesticht. Allereerst in Enkhuizen, dan volgen IJmuiden en Haarlem. Later ontstaan weer gemeenten in Den Helder, Hoorn en Wolvega. Op het tijdstip van het overlijden van apostel Schwartz bestaan er dus 7 gemeenten met een totaal aantal leden van ca. 1000. Dit geeft wel aan hoe moeizaam de 32-jarige arbeid van apostel Schwartz in Nederland is geweest, want in Duitsland zijn er dan reeds 70 gemeenten; dit resultaat mag echter ook voor een groot deel op rekening van apostel Schwartz worden geschreven.

### Het nieuwe licht
Aanvankelijk werkten de apostelen van de nieuwe ordening allen zelfstandig. Rond 1890 was er een bepaalde samenwerking gegroeid tussen het viertal apostelen in Duitsland (Menkhoff, Krebs, Ruff en Obst) en apostel Schwartz, die in deze kring als hoogste autoriteit gold. Na zijn dood valt deze rol toe aan apostel Friedrich Krebs en deze versterkt zijn informele leiderschap steeds verder.
Als vanzelfsprekend neemt apostel Krebs na het overlijden van apostel Schwartz ook de Hersteld Apostolische Zendingkerk in Nederland onder zijn hoede.
Hier echter ontstaat dan veel verzet en gezagsondermijning. Van groot belang blijkt ook hier dat apostel Krebs krachtig het door apostel Schwartz voorzichtig ingezette beleid volgt door zelf dienaren aan te wijzen in plaats van de profeten te laten spreken.
In de gemeenten in Duitsland werd niet meer gepredikt aan de hand van een vooraf bestudeerde tekst. De voorgangers spraken voor de vuist weg, gebruikten voorbeelden uit het dagelijkse leven en spraken tot het hart van de gemeenteleden. Tezamen met het heersende warme gemeenschapsgevoel en het volkse lekenpriesterschap waren deze kenmerken voor velen aantrekkelijk, waardoor het aantal gemeenten sterk toenam. Deze ontwikkeling werd “het nieuwe licht” genoemd. De aanhangers stelden dat er sprake was van een voortgaande openbaring door Jezus in de thans levende apostelen.

### Scheuring in Nederland
Zich bewust van de sluimerende weerstanden komt apostel Krebs al in juli 1896 naar Nederland en maakt samen met Niehaus, die kort tevoren apostel van Westfalen en Rijnland was geworden, en vergezeld van opziener Kofmann een tournee langs de Nederlandse gemeenten. In al deze gemeenten worden verzegelingsdiensten gehouden; er worden in totaal ongeveer 560 nieuwe leden ingeschreven. Het resultaat lijkt te zijn dat “het nieuwe licht” de overhand heeft behaald en de eenheid hersteld is.
Helaas, na hun vertrek steekt het verzet in verhevigde mate de kop op, met name in Amsterdam. Daarom komt apostel Niehaus in december 1896 naar Amsterdam en houdt twee diensten en een bijeenkomst voor ambtsdragers. Hij slaagt erin, met zijn heldere uiteenzettingen alle argumenten van de opposanten te weerleggen. Maar nauwelijks is hij de grens over of van de vermeende eensgezindheid is geen sprake meer.
Als het vastgestelde “rouwjaar” 1896 voorbij is en het tijdstip waarop Nederland weer een apostel zou kunnen krijgen is aangebroken, arriveert met dit oogmerk apostel Krebs, in gezelschap van de apostelen Niehaus en Ruff en een aantal andere ambtsdragers uit Duitsland, op 15 januari 1897 in Amsterdam. In de “roepingdienst” van 17 januari wordt door de profeet Vleck, die later zijn eigen weg zal gegaan, diaken Van Bemmel tot apostel geroepen, hetgeen door apostel Krebs wordt aanvaard. Maar als de geroepene met zijn aanhang van meet af aan verdachtmakingen aan het adres van apostel Krebs uit, wordt Van Bemmel op 28 februari als apostel afgezet.
Helaas heeft dit een scheuring tot gevolg. Vrijwel de gehele gemeente Haarlem en aanzienlijke delen van de gemeente Amsterdam en Enkhuizen maken zich los, en door hun aantal kunnen zij aanspraak maken op het gebouw op het Prinseneiland. Ook blijven zij de Naam “Hersteld Apostolische Zendingkerk” voeren, Later hebben in deze groep opnieuw afscheidingen plaatsgevonden, waarvan een deel de naam “Hersteld Apostolische Zendinggemeente” en nog een kleiner gedeelte de naam “Katholiek Apostolische Kerk” heeft aangenomen. Van alle drie de geloofsgemeenschappen zijn nu in verschillende plaatsen nog kleine gemeenten te vinden.

### Nieuw elan
In juni 1897 komen de apostelen Krebs, Niehaus en Ruff opnieuw naar Nederland. In een gehuurde kerk aan de Overtoom in Amsterdam vindt op 12 juni een feestelijke kerkdienst plaats met ongeveer 500 aanwezigen en wordt “onder vele medebetuigingen” opziener Kofman tot apostel gewijd. Apostel Kofman (geboren op 1 oktober 1843 en timmerman) is een zachte en eenvoudige man, lichamelijk zwak, maar met een onuitblusbare ijver. In de loop der tijd wordt hij aangeduid met “Vader Kofman”.
De rust keer weer en een periode van grote bloei breekt aan. De kerk gaat dan de “Hersteld Apostolische Zendinggemeente in de Eenheid der Apostelen” (HAZEA) heten.
Al in het rouwjaar na het overlijden van apostel Schwarz was het aantal gemeenten verdubbeld en als het aantal gemeenten tot 25 is gegroeid wordt het arbeidsgebied van apostel Kofman in drie districten verdeeld: Enkhuizen, IJmuiden en Amsterdam resp. onder directe leiding van apostel Kofman, opziener Horsman en opziener De Vries. Voor de geestelijke verzorging van de leden verschijnen allengs een flink aantal geschriften. Het weekblad “Het brood des levens” en de apostelbrieven “Epistels”. Van apostel Krebs “Wachter Sions” en de “De zevende Bazuin”. Op 1 januari 1907 verschijnt voor het eerst het “Hersteld Apostolisch Zondagsblad”.
Op 21 januari 1905 overlijdt apostel Krebs en wordt apostel Niehaus als zijn opvolger aangewezen. Aanvankelijk wordt hij nog aangeduid als “hoofdleider van het Godswerk” maar geleidelijk wordt deze titel verdrongen door het woord “stamapostel".
Op 23 juni 1910 wordt tijdens een dienst in het Concertgebouw in Amsterdam apostel Kofman, die al geruime tijd ernstig ziek is, van zijn taak als apostel ontheven en oudste Johannes Hendrikus van Oosbree (geboren op 1 april 1862) tot apostel voor Nederland gewijd. Bijna een jaar later overlijdt apostel Kofman op 68-jarige leeftijd.
Bij de wijding van apostel Van Oosbree zijn er 45 gemeenten in Nederland met een ledenbestand van ongeveer 7400 leden. Als we aannemen dat na de scheuring in 1897 nog circa 500 zielen over waren, betekent dat er een geweldige groei tijdens de periode van apostel Kofman heeft plaatsgevonden.

### Vernieuwing in denken
Met apostel Van Oosbree begint een periode van nog grotere aanwas van het ledenbestand, maar ook een periode van vernieuwing in denken die tot moeilijkheden met het apostelcollege en uiteindelijk onder zijn opvolger tot een afscheiding zou leiden.
Het beeld dat apostel Van Oosbree had van God en Jezus Christus gaat sterk afwijken van de tot dan geldende apostolische geloofsbelijdenis. De gedachte wordt verworpen dat God kan ingrijpen in de schepping; dat alles onder zijn leiding plaatsvindt en dat niets buiten Zijn wil op aarde kan geschieden. Hij is ervan overtuigd dat God zich in woord en daad uitsluitend via mensen kon openbaren. Ook het beeld van Jezus was zeer onorthodox. Jezus was niet naar de aarde gekomen om als Gods zoon de mensheid te verlossen van de zonden en nader tot God te brengen. De grote betekenis van Jezus lag niet in zijn kruisdood ter verzoening van de mens met God. Jezus was een mens als ieder ander, maar die alle verleidingen en aanvechtingen had overwonnen, zodat de heilbrengende Christusgeest bij Hem als eerste woning had gevonden. Apostel Van Oosbree noemt Jezus met nadruk de “Eersteling”. Maar Hij was niet de enige, want na diens dood moest de Christusgeest tijdovereenkomstig bij anderen gestalte krijgen. In de eerste plaats vindt de Christusgeest dan zijn belichaming in de verschijning Gods als apostel. Er is sprake van verabsolutering van het apostelambt. Maar ook het volk Gods is geroepen die Christusgeest, de liefdemacht Gods, gestalte te geven. De denkbeelden van apostel Van Oosbree wekken wel verontrusting bij sommige ambtsdragers.
In 1925 was al een conflict ontstaan over de betekenis van het Heilig Avondmaal. Omdat er geen betekenis aan de kruisdood werd gegeven, kon het ook niet herinneren aan het kruisoffer. Deelnemen aan het Heilig Avondmaal ging nu betekenen zich niet alleen verzoenen met God, maar zich bovenal verzoenen met elk ander. Het werd nu betiteld als ”gemeenschappelijke verzoeningsdis”.

### Verdere bloei

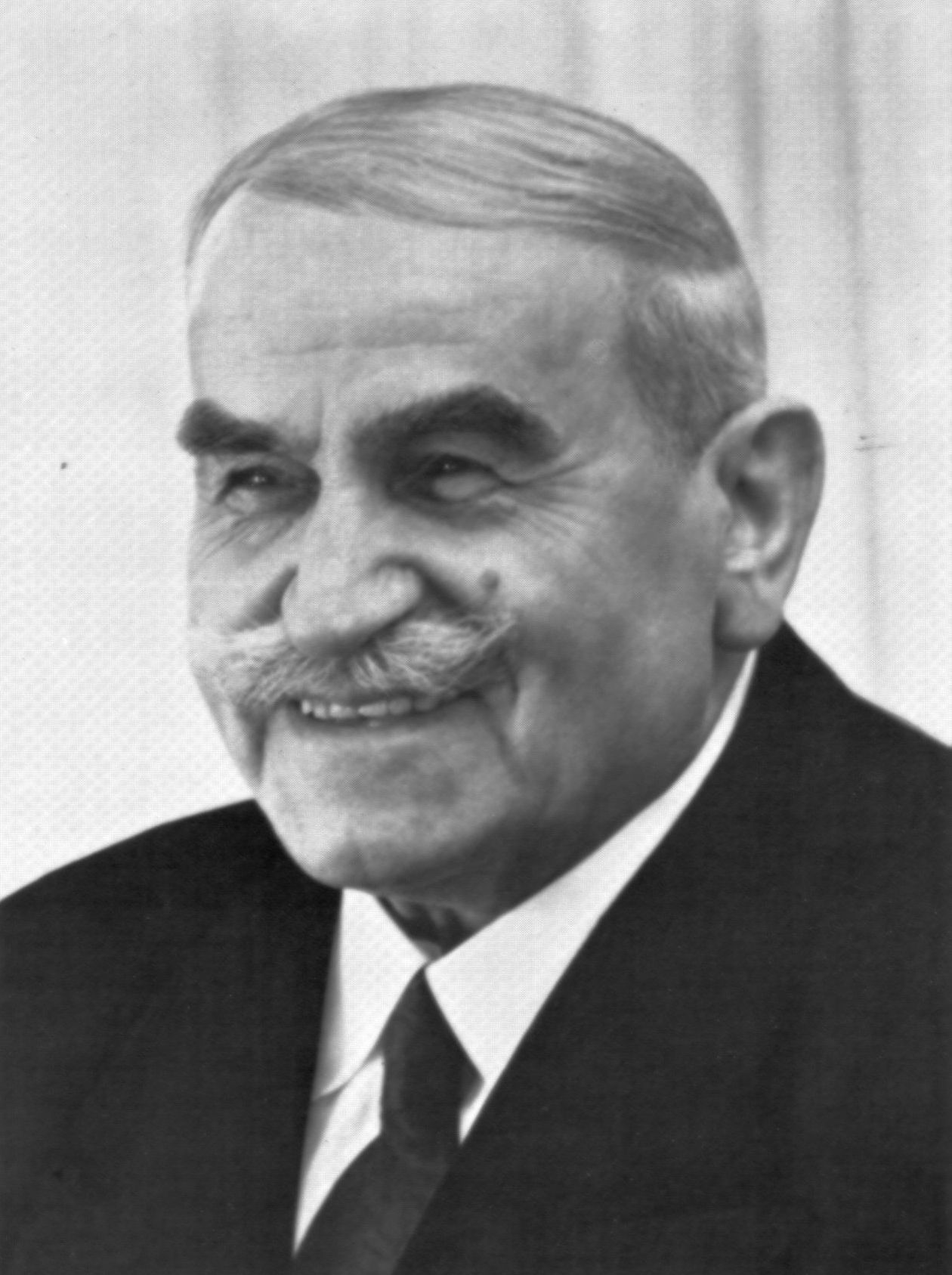
Johann Gottfried Bischoff, Stamapostel 1930-1960

Zoals gezegd is er ook sprake van grote aanwas van leden. Deze groei kan duidelijk gemaakt worden met de volgende cijfers; zijn er eind 1910 nog slechts 5 kerkgebouwen die eigendom zijn van de kerk, aan het eind van 1929 kan de kerk 50 gebouwen haar eigendom noemen. Het totale ledenbestand bedraagt dan 22.600 leden, verdeeld over 100 gemeenten.
In 1930 gaat stamapostel Niehaus wegens gezondheidsredenen met pensioen en wordt stamapostelhelper Johann Gottfried Bischoff als zijn opvolger aangewezen. Het apostolisch werk is dan gegroeid tot twaalf Europese aposteldistricten met circa 1600 gemeenten en bovendien nog 200 overzeese gemeenten.
Stamapostel Niehaus heeft ook in de periode van apostel Van Oosbree, die nauw met hem bevriend was, vele malen Nederland bezocht. In de jaren tussen 1910 en 1930 worden ook een aantal diensten door hem gehouden in het Concertgebouw te Amsterdam, waar meer dan 3.000 leden aan deelnemen. In juni 1924 wordt een zogenoemde Landdag te Oud-Leusden bij Amersfoort gehouden. Ongeveer 10.000 leden komen hier in de open lucht samen.

### Turbulentie
In de jaren dertig van de 20e eeuw wenden enkele ambtsdragers van de kerk zich met klachten over apostel Van Oosbree tot stamapostel Bischoff. Ze hebben kritiek op zijn denkbeelden en zetten ook vraagtekens bij zijn financieel beleid en menen dat zijn schoondochter bij wie hij in huis woont, te veel invloed op hem heeft. Op 3 januari 1939 worden de problemen ten huize van stamapostel Bischoff besproken. Behalve apostel Van Oosbree zijn ook een aantal andere apostelen en de oudsten Elberts en Smit aanwezig. De voornaamste klacht is dat Jezus Christus in de Hersteld Apostolische Zendinggemeente niet meer te vinden is. De samenkomst leidt tot een aantal afspraken, waarmede de stamapostel zijn greep op de gang van zaken in Nederland wil versterken. Een van de afspraken is dat apostel Van Oosbree een hulpapostel zal krijgen.
In een dienst op 15 januari 1939 in Amsterdam II, Plantage Franschelaan, waarbij alle 14 Europese apostelen en apostel Faassen uit Nederlands-Indië aanwezig zijn, wordt door stamapostel Bischoff de opziener Jochems (geb. 1879) tot apostel gewijd.
In mei 1939 is er tijdens een apostelvergadering in Dortmund een laatste ontmoeting tussen de stamapostel en apostel Van Oosbree. Na het uitbreken van de Tweede Wereldoorlog wordt nog wel gecorrespondeerd. In juli 1944 ontvangt apostel Van Oosbree de laatste brief van de stamapostel en nadat in mei 1945 een einde is gekomen aan de oorlog blijkt dat voorlopig alle communicatie met Duitsland is uitgesloten.

### De naoorlogse crisis
Op 18 mei 1945 gaat apostel Van Oosbree naar apostel Jochems in Utrecht en deelt hem mee dat hij gedwongen is buiten de stamapostel om maatregelen voor de toekomst te nemen. De volgende dag, op tweede pinksterdag, 19 mei 1945, schrijft apostel Jochems een briefkaart naar apostel Van Oosbree: “Vanaf het ogenblik dat u de stamapostel niet meer volgt, houd ik automatisch op u te volgen. Ik kan niet langer lid van de gemeenschap blijven, waaraan het fundamentele ontbreekt, namelijk de eenheid der apostelen”. Op 1 maart 1946 stuurt apostel Van Oosbree een brief aan de stamapostel via de Zwitserse apostel Güttinger sr., waarin hij toestemming vraagt voor de aanwijzing van oudste Slok tot zijn opvolger. Deze keuze legt hij notarieel vast. Echter voordat een antwoord op dit schrijven Nederland bereikt, overlijdt apostel Van Oosbree op 20 maart 1946 op 83-jarige leeftijd.

### Scheuring van 1946
Op 22 april 1946 wordt een landelijke kerkdienst voor ambtsdragers in het kerkgebouw in Hilversum gehouden. Tijdens deze dienst, geleid door opziener Schurink wordt een brief van apostel Güttinger voorgelezen, waarin deze namens de stamapostel erop wijst dat volgens de statuten apostel Jochems de aangewezen opvolger is. Vervolgens wordt, ondanks de eerder gemaakte afspraak om zes weken te wachten op het antwoord van de stamapostel, toch het testament van apostel Van Oosbree voorgelezen en wordt de 41-jarige oudste Lambertus Slok door de opziener tot apostel geroepen.
Deze roeping wordt door de stamapostel en het apostelcollege niet erkend. Op 9 mei wordt apostel Jochems door de stamapostel tot districtsapostel voor Nederland gewijd. Van de ruim 35.000 (bron: volkstelling 1947) leden die de kerk eind 1945 telt, erkennen zo'n 26.000 leden oudste Slok als apostel, rond de 3.600 lidmaten wensen in de eenheid der apostelen te blijven.
Nog eens circa 5.000 leden verlaten in de periode volgend op de scheuring (1946-1951) het Apostolisch werk in z'n geheel.
Door deze scheuring en de directe gevolgen ervan wordt een groot aantal gemeenten gedecimeerd. In Amsterdam, waar de grootste concentratie van gemeenten bestaat, namelijk 9 gemeenten met naar schatting 5700 leden (bron: Volkstelling 1947), blijft aanvankelijk slechts een schamel aantal leden over, circa 150.
In de jaren kort na de scheuring is er wel een beweging van volgelingen van L.Slok te zien die teruggaan naar de oorspronkelijke kerk onder leiding van de stamapostel, veel meer dan 1000 zullen dit er landelijk niet zijn geweest. Ook het tegengestelde kwam voor maar op nog kleinere schaal. In 1952 is dit grensverkeer wel tot stilstand gekomen.
Namens de HAZEA wordt door apostel Jochems een kort geding aangespannen tegen Slok c.s. Door een rechterlijke beslissing wordt apostel Jochems reeds na drie weken vervroegd pensioen verleend en wordt de oudste Paasman tot districtsapostel voor Nederland geordineerd.
Apostel Jochems overlijdt op 10 februari 1947 en ruim een jaar later, op 22 mei 1948, overlijdt onverwacht ook apostel Paasman op 61-jarige leeftijd. Daarop wordt de oudste Kamphuis als apostel gewijd. Op 19 juni 1950 als stamapostel Bischoff voor de eerste maal na de Tweede Wereldoorlog in Nederland een dienst houdt in Groningen, wijdt hij apostel Kamphuis tot districtsapostel voor Nederland.
Het geschil in het aangespannen geding handelt in wezen om de vraag welke geestelijke koers het apostolisch werk in Nederland zou gaan volgen. De rechters echter kunnen alleen juridische argumenten laten gelden en oordelen welke benoeming tot apostel rechtsgeldig is. Na verschillende tegengestelde uitspraken en een mislukte verzoeningspoging tussen de twee partijen op verzoek van het Hof wordt op 29 juni 1950 het tweede eindarrest van het gerechtshof in Amsterdam uitgesproken en in 1951 door de Hoge Raad bekrachtigd, waarin als recht wordt erkend, dat alleen de heer Kamphuis als bestuurder bevoegd is en alle vermogen aan hem moet worden overgedragen. Slok richt een nieuwe stichting op die de naam “Het Apostolisch Genootschap” krijgt.
Slok heeft dan bijna 26.000 mensen achter zich maar geen gebouwen om ze in te herbergen, terwijl de groep die de stamapostel volgen wilde en slechts uit 4000 mensen bestaat nu wel alle gebouwen bezit (en de geldmiddelen die in 1946 in kas waren).

### Nog meer turbulentie
Van rust is nog geen sprake, omdat vanaf 1951 stamapostel Bischoff met toenemende klem verkondigt dat Christus nog tijdens zijn leven zal wederkomen. Apostel Kamphuis probeert een weg te vinden tussen acceptatie en terughoudendheid t.a.v. de boodschap. Dit maakt hem echter verdacht bij een deel van de gelovigen. Na een onderhoud met de stamapostel wordt 28 februari 1954 tot hulp oudste Tjark Bischoff als apostel gewijd. Niettemin nemen de spanningen zozeer toe, dat naast de bestaande een andere gemeenschap wordt opgericht, de Vereniging “Nieuw-Apostolische Kerk der Nederlanden”.
Deze groep wordt door de stamapostel onder leiding gesteld van districtsapostel Walter Schmidt. Er zijn dan twee geloofsgemeenschappen die de stamapostel volgen. Ondanks dat beide groepen dus formeel onder het gezag van de stamapostel staan is er een duidelijk voelbaar verschil in klimaat tussen beide groepen.
Binnen de HAGEA is de sfeer losser en minder formeel, binnen de NAK heerst meer tucht en formaliteit; hier wordt getracht de Duitse apostolische tradities zo veel mogelijk over te nemen. Overigens zijn er in het hele land slechts een klein aantal echte NAK-gemeenten die apart vergaderen. In de meeste gemeenten blijft het gewoon HAGEA, al bevindt de bloedgroep van de NAK zich wel vaak ook (onderhuids) in deze gemeenschappen.
Apostel Kamphuis, alle verdeeldheid en verdachtmakingen aan zijn adres moe, besluit in augustus 1954 met pensioen te gaan, waarna apostel Tjark Bischoff als districtsapostel wordt aangewezen.
Ondertussen wordt de weerstand tegen de boodschap van de stamapostel bij een aantal dienaren en broeders en zusters steeds groter. Het gaat om een groep van rond de 1200 leden. Dienaren die de boodschap niet kunnen / willen verkondigen worden op non-actief gezet en geëxcommuniceerd. Een aantal broeders en zusters voegen zich bij de uitgesloten ambtsdragers en komen samen onder de naam “Apostolische Geloofsgemeenschap” die zich later aansluit bij andere ambtsdragers en gemeenteleden in het buitenland die omwille van het niet geloven van de stamapostelboodschap werden geëxcommuniceerd. Dit betreft groeperingen in Duitsland en Zwitserland met in totaal ongeveer 40.000 leden, waarvan dus 1.200 in Nederland. De naam wordt in 1980 veranderd in “Gemeente van Apostolische Christenen”.
Op 6 juli 1960 overlijdt stamapostel Bischoff op 89-jarige leeftijd vóór de vervulling van de belofte. De volgende dag wordt in een apostelvergadering districtsapostel Walter Schmidt op 68-jarige leeftijd als nieuwe stamapostel aangewezen. Deze geeft een jaar later in een brief de wens te kennen dat beide groepen in Nederland, de “Hersteld Apostolische Gemeente” en de “Stichting Nieuw-Apostolische Kerk” onder de gemeenschappelijke naam “Nieuw-Apostolische Kerk” weer verenigd worden, onder de verzorging van districtsapostel Tjark Bischoff, hetgeen op 11 juni 1961 wordt bezegeld.
Binnen de huidige NAK is veel van wat in deze jaren (ruwweg tussen 1945 en 1960) is gebeurd niet verwerkt. Er is een soort stilzwijgende afspraak om niet meer op deze jaren terug te komen. Onder de oppervlakte is er echter vooral bij ouderen nog veel herinnering en pijn/verdriet over deze periode.
Op lokaal niveau zijn er initiatieven geweest met als doel om mensen weer wat nader tot elkaar te brengen waarbij leden van de Gemeente van Apostolische Christenen, Het Apostolisch Genootschap en de Nieuw-Apostolische Kerk bijvoorbeeld voor een zangmiddag of een gezellig samenzijn bij elkaar kwamen. Vaak zijn dit geslaagde momenten van her-en erkenning.
Ook hebben in sommige gemeenten de NAK, de GvAC en HAG elkaar bij renovatie/nieuwbouw of ruimtegebrek hun kerkgebouw ter beschikking gesteld, meestal zelfs geheel belangeloos. Deze vorm van gewoon christelijk nabuurschap was decennialang onvoorstelbaar zowel binnen de NAK, het GvAC als HAG.

### Periode van groei
In de naoorlogse periode is er toch weer sprake van groei. Er worden ook gemeenten nieuw of opnieuw gesticht, omdat steeds meer veelal jonge gezinnen uit de stad naar elders, waar een beter, betaalbaar woonklimaat wordt gecreëerd, wegtrekken.
De Nederlandse districtsapostel Tjark Bischoff gaat in 1969 met pensioen (in de rust) en zijn plaats wordt ingenomen door de Duitse districtsapostel Schumacher uit Bremen. In 1976 wordt opziener Gijbert Pos tot apostel afgezonderd eerst nog onder eindverantwoording van de districtsapostel Schumacher maar in 1981 wordt G. Pos dan toch tot districtsapostel voor Nederland gewijd. Districtsapostel Schumacher, na twaalf jaren ook Nederland te hebben verzorgd, draagt dan deze taak aan hem over.
Internationaal groeit de kerk in deze periode ook bijzonder sterk ondanks het feit dat er aan de top een aantal malen kort op elkaar een andere stamapostel wordt ingezet. In 1975 gaat stamapostel Schmidt met pensioen en wordt opgevolgd door de Zwitserse districtsapostel Ernst Streckeisen.
In 1978 overlijdt stamapostel Streckeisen plotseling tijdens een dienstreis in Kaapstad. Tien dagen na zijn overlijden wordt andermaal een districtsapostel van Zwitserland, Hans Urwyler, als opvolger aangewezen.
Tijdens een dienst in Zwolle op 15 november 1987 (ruim 6000 leden waren hierbij aanwezig) worden door stamapostelhelper Richard Fehr opziener Gerrit Sepers en districtsoudste Johan Kamstra resp. tot apostel en tot opziener gewijd. Districtsapostel Pos gaat nu ook de districten Bremen en Hamburg verzorgen.
In 1988 geeft stamapostel Urwyler de wens te kennen, op grond van zijn gezondheidstoestand met pensioen te gaan en wijst stamapostelhelper Richard Fehr uit Zwitserland tot zijn opvolger aan. Op 15 mei 2005 werd deze Richard Fehr na 17 jaar dit hoge ambt te hebben gedragen opgevolgd door de Duitse districtsapostel Wilhelm Leber. Tijdens een kerkdienst in Fellbach (Duitsland) draagt R. Fehr persoonlijk het hoogste ambt binnen de NAK over aan zijn zelfgekozen opvolger W. Leber.
In de loop ter tijd heeft het district Nederland ook de verantwoording gekregen over een aantal zogenoemde “missielanden”, te beginnen in 1982 met Malta, in 1984 Suriname en de Nederlandse Antillen. In Suriname (Paramaribo en de binnenlanden) is inmiddels een aantal levendige gemeenten gesticht waarvan een aantal ook keurige nieuw gebouwde kerkjes hebben gekregen.
Op 6 december 1998 houdt stamapostel Fehr een dienst in de Jaarbeurshallen in Utrecht en wordt op een waardige wijze districtsapostel Pos ambtsrust verleend en opziener De Bruijn tot districtsapostel voor Nederland gewijd.
Tijdens een landelijke dienst voor ambtsdragers op 1 december 2004 werd bekendgemaakt dat apostel Gerrit Sepers om persoonlijke redenen zijn ambt als apostel in de Nieuw-Apostolische Kerk op 30 november 2004 had teruggegeven. Deze kerkdienst werd in opdracht van stamapostel Richard Fehr geleid door de Zwitserse districtsapostel Armin Studer. Het leidde in de gemeenten wel tot enige onrust en natuurlijk ook weemoed.
Op 18 maart 2007 werd opziener Peter Klene tot apostel voor Nederland gewijd tijdens een stamaposteldienst in Groningen. Hij is als apostel feitelijk tot hulp van districtsapostel de Bruin ingezet. Tevens heeft de stamapostel in die dienst in de Oosterpoort te Groningen officieel bekendgemaakt dat in 2011 het aposteldistrict Nederland zal ophouden te bestaan. Later werd bekend dat de Nederlandse gebiedskerk (kerkprovincie) zal worden toegevoegd aan het Duitse aposteldistrict Nordrhein-Westfalen. Nederland zal wel een eigen apostel behouden in de toekomst maar geen eigen (Nederlandse) districtsapostel meer hebben.
Inmiddels is de groei die in de jaren vijftig, zestig en zeventig de NAK kenmerkte en tot ver in de jaren 80 nog heeft doorgewerkt gestagneerd. Sinds eind jaren 80 toen er sprake was van een korte periode van stabiliteit is het ledenaantal nu dalende en het aantal actieve/betrokken leden (zij die de diensten bezoeken) is fors afgenomen. In een in 2011 gepubliceerd interview spreekt apostel Klene over 4000 actieve apostolischen in Nederland (de kerkelijke betrokkenheid binnen de NAK ligt dus nog onder de 40% van het aantal geregistreerde leden).

### De scheuring van 1878 in Duitsland
De eerstgeroepen apostel in de Allgemeine Christliche Apostolische Mission (ACAM) was Carl Wilhelm Louis Preuss. Deze overleed op 25 juli 1878. Volgens de nieuw-apostolische lezing van de gebeurtenissen riep Geyer op 31 maart 1878 een zekere Güldner tot apostel, als opvolger van Preuss, terwijl deze nog in leven was. Uit documenten van de ACAM kan echter worden opgemaakt dat Güldner op die datum slechts tot apostel zonder verdere stamaanduiding geroepen was. Nadat Preuss was overleden, volgde bij monde van profeet Geyer pas op 4 augustus 1878 de nadere roeping van Güldner als opvolger van Preuss. Dit leidde in dezelfde kerkdienst tot een opstand van enkele oudsten, onder wie Friedrich Krebs, die Geyer en Güldner afwezen. Toen deze beide mannen de kerkzaal verlieten, werden ze door vrijwel de hele gemeente gevolgd. Zij behielden de naam ACAM en kwamen reeds een week later op een ander adres bijeen. Het achtergebleven restant van zo'n 10 à 15 opstandelingen zou het begin vormen van de Nieuw-Apostolische Kerk in Duitsland. Krebs werd enkele jaren later geroepen tot apostel en breidde gestaag zijn invloedssfeer uit, door ook andere stamgebieden dan datgene waartoe hij geroepen was, onder zijn gezag te brengen.

### Scheuringen onder Frits Krebs
Na de roeping in 1897 van Martinus van Bemmel tot apostel voor Nederland in de Hersteld Apostolische Zendingkerk, werd deze op initiatief van de Duitse apostel Krebs na een oorspronkelijke aanvaarding enkele weken later toch afgezet. De opziener Jacob Kofman uit de gemeente Enkhuizen, die vervolgens door zijn activiteiten een groot deel van de gemeenteleden uit de HAZK meekreeg ten gunste van Krebs, werd daarna al spoedig door deze tot apostel voor Nederland aangesteld. Men ging verder onder de naam Hersteld Apostolische Zendinggemeente in de Eenheid der Apostelen (HAZEA). Dienaren werden er niet meer geroepen door een profeet, maar ingezet door de stamapostel.
De HAZK ging hierna zelfstandig verder en bleef dus niet in de eenheid der apostelen. Van deze scheuring werd later gezegd: "Geen scheuring doch afval".
De visie van de HAZK was dat de profeten een zéér belangrijke schakel waren in het beroepen van de ambten. Binnen de HAZEA wilde men eigenlijk het profeten-ambt liever uitschakelen en de apostel in deze alle macht geven. Dat bleek al bij de roepingsdienst die omstreeks 1897 in de HAZK-gemeente te Enkhuizen werd gehouden. Apostel Krebs stelde een aantal mannen aan in hogere ambten en liet het voorkomen of hij daarbij door de Heilige Geest geleid werd, maar later vond men bij toeval in het door hem gebruikte gezangboek een brief van Kofman terug, waarin deze Krebs vroeg om de aangewezen broeders tot die ambten te verhogen, precies zoals het nu door Krebs was uitgevoerd (een soort van ambtsgaven op voordracht eigenlijk, zoals nog steeds binnen de NAK gebruikelijk).
Een groot deel van de Enkhuizer gemeente verliet Krebs alsnog wegens het zogenoemde "ontdekte bedrog" en bouwde een eigen kerk aan de Vijzelstraat, waarvoor in 1901 de eerste steen door apostel Van Bemmel gelegd werd.
De Nederlandse HAZK zou later nog minimaal drie scheuringen beleven (in 1930 en in de jaren zestig en zeventig).
Begonnen in 1897 met zo'n 400 leden (voornamelijk in Haarlem, Amsterdam en een deel van Enkhuizen) groeide ze uit tot een paar duizend maar door de grote interne verdeeldheid heeft men anno 2011 – in 4 verschillende elkaar bestrijdende groepen – waarschijnlijk in totaal niet veel meer dan 800 leden in Nederland.
Enkele jaren voor de strubbelingen in Nederland was er in Stapelburg (tegenwoordig: Ilsenburg) in Duitsland reeds een conflict ontstaan tussen Krebs en Friedrich Strube, vanwege Krebs' 'hervormingen'. Hierdoor kwam het tot oprichting van de Alt-Apostolische Gemeinde door Strube.
In 1902 kwam Krebs in conflict met een van zijn districtsoudsten, Julius Fischer (1867-1923), over de leer rond de wederkomst van Christus. Hieruit kwam het Apostelamt Juda voort, waaruit zich vervolgens in 1923 het Apostelamt Jesu Christi losmaakte.
Bekend zijn Krebs' uitspraken dat hij de tijdsovereenkomstige Christus was, wiens woorden van groter waarde voor de gelovigen waren dan die van de Bijbel, die vergeleken werd met het manna in de woestijn dat na korte tijd bedorven was. Tijdens een inzetting van ambstdragers in 1904 sprak hij: "U heeft gezongen: 'Tegen U alleen heb ik gezondigd' (uit Ps. 51), en zo houd ik het de drie oudsten en de bisschop voor. Leer daarvan dat, wanneer ik mijn hand terug zou trekken, het ter plekke uw dood zou betekenen." (Bericht für die "Ämter" 15.4.1904). En in Sein letztes Wort uit 1905 is te lezen hoe een van Krebs' ambtsgenoten schrijft: "Het is niet zo eenvoudig in de omgeving van de door God gezonden apostel te komen; want hij is niet mijn collega, ook niet mijn vriend, ook niet mijn broeder, maar Heer en Meester! Ik schaam mij steeds wanneer ik in zijn brieven aan mij lees, hoe hij zich "mijn broeder" noemt en vernedert tot mij, ellendig mens."

### Stamapostel Niehaus

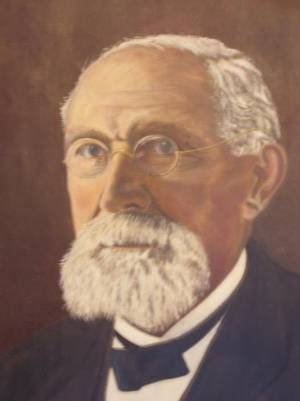
Apostel Hermann Niehaus

In Duitsland werd in 1905 de overleden 'Eenheidsvader' Krebs opgevolgd door stamapostel Hermann Niehaus, waarbij deze titel bedoeld was naar analogie van Jezus' woorden in Johannes 15:5: "Ik ben de wijnstok, gij zijt de ranken." De stamapostel beschouwde zich dus als de ware wijnstok waaruit de overige apostelen hun levenskracht ontvingen, en zette dus ook medeapostelen af. Dit overkwam in 1911 de Australische apostel Niemeyer, waardoor de Apostolic Church of Queensland ontstond. In Zuid-Afrika zette Niehaus in 1913 apostel Klibbe af, die zelfstandig verderging. Middels een proces daartoe gedwongen veranderde hij in 1927 de naam van Nieuw-Apostolische Kerk in Oud-Apostolische Kerk van Zuid-Afrika. Deze kerk telde bij zijn dood in 1931 al meer dan een miljoen leden. In 1921 zette Niehaus apostel Brückner af, waarna deze de Reformiert Apostolische Gemeindebund stichtte.
In Nederland werd Kofman in 1910, een jaar voor zijn dood, vervangen door apostel J.H. van Oosbree (1862-1946), die er nogal radicale en onorthodoxe opvattingen opna hield. Zo veranderde hij het Heilig Avondmaal in een gemeenschappelijke verzoeningsdis. Door conflicten hierover in 1925 met zijn schoonzoon, evangelist H.J. Smit uit Enkhuizen, stichtte laatstgenoemde de Hersteld Evangelische Apostolische Gemeente, die zich een jaar later bij de Reformiert Apostolische Gemeindebund aansloot. Problemen tussen Van Oosbree en voorganger A. Grootveld uit Scheveningen leidden tot de afscheiding van de kleine Nieuwe Hersteld Apostolische Zendinggemeente, die nu nog slechts enkele leden telt.
Onder de leiding van apostel Kofman (1897-1910) breidde het aantal leden zich in Nederland uit van 600 tot 7.400.
Tijdens het apostolaat van apostel van Oosbree (1910-1946) liep het aantal leden op van 7.400 tot 35.000 (bron volkstelling 1947).
Het aantal gemeenten in Nederland breidde zich tijdens de werkzaamheid van deze beide apostelen uit van 7 in 1895 tot 114 in 1946.
Beide Nederlandse apostelen Kofman en van Oosbree waren zeer goed bevriend met Niehaus.

### De 'stamapostelboodschap' en haar gevolgen
Vanaf 1950 begon stamapostel Bischoff de zogenaamde stamapostelboodschap te verkondigen, die inhield dat hij niet zou sterven, omdat Jezus nog tijdens zijn leven weder zou komen. Ongeloof in 'de boodschap' zou leiden tot de eeuwige dood. De boodschap moest elke zondag van de altaren klinken, op straffe van excommunicatie. Dit lot trof onder meer 3 Duitse apostelen (Peter Kuhlen, Dunkmann en Dehmel) en 12 opzieners en oudsten die in 1955 een brief hadden opgesteld, waarin gewezen werd op de heersende huichelarij als gevolg van het gevoerde beleid. Na hun afzetting stichtten zij de Apostolische Gemeinschaft. Een jaar later werd de Vereinigung Apostolischer Christen des In- und Auslands opgericht, waar de Apostolische Gemeinschaft en andere lotgenoten zich bij aansloten, zoals Apostolic Church (Apostle Unity) uit Zuid-Afrika, de Reformiert Apostolische Gemeindebund der DDR en de Apostolic Church of Queensland.
In de Nederlandse HAZEA was apostel Kamphuis terughoudend in de verkondiging van de stamapostelboodschap, zodat zich een ontevreden deel zich van de HAZEA losmaakte. Tot een echte afscheiding kwam het echter niet, aangezien ze binnen de aposteleenheid wilden blijven. Zij werden voorlopig vanuit Duitsland geleid als de Nieuw Apostolische kerk in Nederland, waar de boodschap streng gehandhaafd werd. Apostel Kamphuis ging in 1954 in de rust maar sloot zich kort daarna aan bij de Gemeente van Apostolische Christenen. Deze groep had zich wel losgemaakt van de stamapostel en de aposteleenheid vanwege de pretenties van stamapostel Bischoff dat hij niet zou sterven.
Toen Johann Gottfried Bischoff echter in 1960 toch stierf, werd verklaard dat God Zijn plan gewijzigd had.
De opvolger van Bischoff, stamapostel Walter Schmidt, bracht de in Nederland bestaande groepen (NAK en HAZEA) weer terug onder centraal gezag in de Nieuw-Apostolische Kerk. Schmidt 1975-1978 werd opgevolgd door stamapostel Ernst Streckeisen, waarna Hans Urwyler stamapostel werd tot in 1988. Door ziekte moest hij zijn taak neerleggen, die aansluitend werd overgenomen door stamapostel Richard Fehr. Sinds 15 mei 2005 is Wilhelm Leber stamapostel (dus hiërarchisch hoofdbestuurder) van de Nieuw-Apostolische Kerk. Op pinksterzondag 2013 is Jean-Luc Schneider geordineerd tot stamapostel en neemt hiermee de taken over van Wilhelm Leber. Een paar weken voor de ambtsoverdracht werd door de scheidende stamapostel Wilhelm Leber nog een bericht geplaatst waarin de 'stamapostelboodschap' niet als goddelijke boodschap werd geduid. Waarmee internationaal deze kwestie op een bescheiden maar duidelijke wijze werd afgedaan.
In Nederland verzamelden ongeveer 1200 geëxcommuniceerde HAZG-ers zich in 1958 onder de apostelen Kamphuis en Smit in de Apostolische Geloofsgemeenschap (sinds 1980 de Gemeente van Apostolische Christenen), die zich ook aansloot bij de genoemde Vereinigung Apostolischer Christen des In- und Auslands. Deze laatste telde internationaal rond 1980 ongeveer 40.000 leden en staat tegenwoordig bekend als Vereniging van Apostolische Gemeenten. Eind 2011 waren er nog slechts ongeveer 150 actieve leden in Nederland.
In 1988/1989 vond wegens leerstellige onenigheid over onder andere de herinvoering van het profetenambt de uitzetting plaats van apostel F.G. Rockenfelder. Dit leidde tot de oprichting van de Apostolische Gemeente (Apostolische Gemeinde e.V.).
Er hebben de laatste jaren in Nederland contacten plaatsgehad tussen de Nieuw-Apostolische Kerk, de Gemeente van Apostolische Christenen en de Hersteld Apostolische Zendingkerk - Stam Juda.

## Ledental en leiding
De Nieuw-Apostolische Kerk (NAK) telt volgens de SILA-opgave in Nederland 8.713 leden (stand 2020) waarvan circa 30 procent meelevend is, verspreid over 51 gemeenten (stand februari 2022).
Sinds 23 februari 2014 is Rainer Storck als districtsapostel verantwoordelijk voor Nederland en enkele missiegebieden buiten Nederland (Suriname, Aruba, Nederlandse Antillen, Malta). Wereldwijd telt het kerkgenootschap bijna negen miljoen leden, waarvan ruim zeven miljoen in Afrika. Volgens de officiële cijfers telt Europa momenteel bijna een half miljoen Nieuw-Apostolischen.
Op zondag 28 maart 2010 werd door stamapostel Leber tijdens een dienst in Hilversum bekendgemaakt dat met ingang van mei 2011 het aposteldistrict Nederland zou worden samengevoegd met het Duitse aposteldistrict Nordrhein-Westfalen en na het pensioen van de Nederlandse districtsapostel De Bruin (mei 2011) Nederland onder eindverantwoording van de Duitse districtsapostel Armin Brinkmann zou komen te vallen. De Nederlandse apostel Peter Klene wordt op dat moment de hoofdverantwoordelijke voor de Nederlandse gebiedskerk, maar Nederland is dan dus geen zelfstandig aposteldistrict meer.
Districtsapostel Brinkmann is sedert 23 februari 2014 met pensioen en werd opgevolgd door Rainer Storck.
Het hoofdkwartier van de Nieuw-Apostolische Kerk bevindt zich in Zwitserland te Zürich. De 'stamapostel' heeft de leiding over ongeveer twintig 'districtsapostelen' en 'districtsapostelhelpers', en ca. 360 'apostelen'. Van 1988 tot 2005 was dit de Zwitser Richard Fehr, onder wiens leiding zo'n 20 projectgroepen zijn opgestart, die zich binnen de Nieuw-Apostolische Kerk bezighouden met diverse thema's van uiteenlopende aard. Met ingang van Pinksteren 2005 was Wilhelm Leber, voormalige districtsapostel van Noord-Duitsland, aangetreden als diens opvolger. De samenkomst waarin dat gebeurde, werd per satellietverbinding gevolgd door zo'n anderhalf miljoen gelovigen uit 8000 Nieuw-Apostolische gemeenten wereldwijd.
Wilhelm Leber werd opgevolgd door de voormalige districtsapostel van het kerkgebied Frankrijk, Jean-Luc Schneider, op 1e pinksterdag, zondag 19 mei 2013.

## Leer en opvattingen
Wie tegenwoordig een kerkdienst van de Nieuw-Apostolische Kerk bezoekt treft veelal een kleine groep mensen aan, in een ruimte die vaak nog te groot is voor het aantal bezoekers. De diensten duren kort (meestal nog geen uur) en onderscheiden zich van andere, meer traditionele geloofsgemeenschappen door een grote ingetogenheid tijdens en stilte vóór aanvang van de dienst. De liederen die worden gezongen komen uitsluitend uit de eigen gezangenbundel van de NAK (de apostolischen gebruiken eigen liederenbundels sinds 1907) en dit zijn vaak bekende melodieën van Johannes De Heer met daarop zelfgemaakte typisch apostolische teksten. Vaak wordt vierstemmig gezongen door de gemeenten. In grotere gemeenten zingt ook een koor tijdens de diensten op zondagmorgen en woensdag- of donderdagavond. Samenzang vindt staande plaats.
De prediking wordt verzorgd door een priesterlijk ambt (binnen de NAK zijn dit meestal mannen zonder theologische vorming). Sinds 1 januari 2023 worden ook vrouwen in het ambt gezet, een wijziging die in 2023 middels een wereldwijde videopresentatie door stamapostel Schneider werd bekendgemaakt.
De prediking is weliswaar door de betrokken priester voorbereid, maar niet op papier uitgeschreven: hij gebruikt hiervoor een Bijbelgedeelte dat internationaal door de NAK-leiding is voorgeschreven voor die bepaalde dag en over de hele wereld gelijk is.
Tijdens de dienst is het gebruikelijk dat na het "amen" van de priester ook de gemeente dit hardop bevestigd. Verder wordt alleen het "Onze Vader" door de gemeenteleden hardop mee gebeden.
Het avondmaal is overal lopend georganiseerd als een rondgang en alhoewel officieel alleen voor leden toegankelijk blijkt het in de dagelijkse praktijk een open karakter te hebben gekregen: iedereen kan vrijelijk deelnemen.
Van de oorspronkelijk in de apostolische kerk gebruikte zeer uitvoerige rijke liturgie is niet veel meer te herkennen.
Soberheid en routine lijken sleutelwoorden. De orde van dienst is altijd dezelfde er zijn geen speciale liturgieën voor hoogtijdagen.
Sinds kerst 2010 wordt wel op de kerkelijke feestdagen door een gemeentelid, na het officiële Bijbelwoord door de priester vanaf het altaar, een wat langer stuk uit de Bijbel voorgelezen betrekking hebbend op het betreffende kerkelijke feest.
Dit novum is de 1e vernieuwing in de liturgische vorm binnen de NAK in bijna 100 jaar.
Sinds november 2010 is wereldwijd een nieuwe liturgie ingevoerd. De volgende vier elementen worden hierin onderscheiden:
- Boete doen – het zingen van een boetelied als voorbereiding
- Het gezamenlijk bidden van het ´Onze Vader´
- De vrijspraak van zonden door de leider van de dienst
- Het vieren van het Heilig Avondmaal.

Inhoudelijk is er weinig veranderd aan de liturgie. Wel is er nu juist meer tijd uitgetrokken om stil te staan bij de diverse stadia van de viering.
In de diensten wordt niet gecollecteerd. Achter in de kerkzaal staat een offerblok waarin de aanwezigen na binnenkomst een geldelijke bijdrage kunnen deponeren, zonder dat iemand dit merkt, men zit er immers met de rug naartoe.
In de diensten is - zij het in afnemende mate - een eigen, soms archaïsch taalgebruik te herkennen. Dit apostolische jargon is vooral voor buitenstaanders vaak onduidelijk en wordt daardoor soms als mystiek ervaren. Deze bevat uitdrukkingen zoals: "Om der Uitverkoorn'en wille", "Om Uw Lieve Zoons naams wille", "Hier aan 't altaar der Genade", "Laat ons bidden om verkorting van de tijd" en "Zend Uw lieve Zoon toch spoedig". Men zegt nooit "preek" maar altijd: "prediking" en het woord kerk is pas in de laatste twee decennia in gebruik; hiervoor werd altijd gesproken van "het lokaal" of "ons gebouw". De leden worden met broeder en zuster aangesproken, ook onderling (in de huidige voornaam- en tutoyeertijd is dit gebruik langzaam aan het verdwijnen).
Het spreekgestoelte (in andere kerken de preekstoel) heet hier "Het Altaar" en in tegenstelling tot de Katholieke kerk is dit niet alleen de plaats waar het sacrament wordt geconsecreerd doch tevens de plek waarvandaan de prediking plaats heeft en waarop dus een microfoon is geplaatst.
De gebruikte Bijbelvertaling in de NAK Nederland is de nieuwe Bijbelvertaling van het Nederlands Bijbelgenootschap.
De uit 1907 stammende Maarten Luther Bijbelvertaling die vele decennialang dienstdeed in de NAK is zonder protest van de leden terzijde geschoven. In de Duitse NAK gebruikt men nog steeds de Maarten Luthervertaling (alleen wel in een vernieuwde bewerking uit 1984). In het Engelse spraakgebied gebruikt men binnen de NAK de King James-bijbel.
De Bijbel ligt op het altaar en de schalen met de hosties staan ook op het altaar, er staat ook een bloemstukje op het altaar.
In de laatste jaren worden ook in toenemende mate bij bijzondere hoogtijdagen wel weer kaarsen op het altaar gebruikt maar slechts sfeerverhogend dus zonder liturgische betekenis. Wierook werd al rond de eeuwwisseling afgeschaft in de nieuwe ordening.
Aan het eind van de dienst is het gebruik om de dienstdoende priester nog de hand te schudden, hiervoor stelt deze zich dan ook voor het altaar op en gaan de gemeenteleden nogmaals rond. De ambtsbroeders (diakenen en priesters én alle hogere ambtsdragers) dragen tijdens de diensten altijd een zwart kostuum met wit overhemd en een zwarte stropdas.
Alleen bij aposteldiensten, ontslapenendiensten en (soms) uitvaarten dragen ook koorleden zwart-wit.
Na afloop van de diensten blijkt vaak beter dat de gemeente wel degelijk ook gemeenschap is. Er wordt dan uitvoerig met elkaar gekletst en handen geschud, van de voor en tijdens de dienst zo heilige sfeer is niet veel meer over en door de vele gesprekken is het orgelspel of koorzang al gauw overstemd. Voor argeloze bezoekers van een NAK-dienst is dit vaak het moment waarop men bemerkt dat er toch een grote mate van onderlinge betrokkenheid bij de NAK-leden aanwezig is.
De ontstaansperiode van de NAK rond 1897, toen men zich nog Hersteld Apostolische Zendinggemeente in de Eenheid der Apostelen noemde, werd onder meer gekenmerkt door controverses over de waarde en positie van de Bijbel. Tegenwoordig erkent de NAK onverkort de Bijbel als grondslag voor de nieuw-apostolische leer, hetgeen in 2004 nog eens bevestigd is door de vergadering van districtsapostelen te Nice. Met de publicatie van de Catechismus in 2012 is een omvangrijk en uitputtende inhoud van de Nieuw-Apostolische leer gepubliceerd. Zij het dat dit document niet als een star gegeven is bedoeld. Zo is het ambtsbegrip, waaraan af en aan is gewerkt sinds eind 20e eeuw tot en met 2023, nog niet integraal in de huidige oplage van de Catechismus opgenomen.
De wederkomstgedachte staat binnen de NAK nog steeds centraal, zowel in prediking als in het schriftgoed.
De onderdanige houding ten opzichte van de wereldlijke overheid heeft in het verleden ook voor enkele zwarte bladzijden gezorgd.
Zo was de NAK in nazi-Duitsland en ook later in de DDR niet bepaald een toonbeeld van verzet of christelijke naastenliefde.
Alles werd ingezet om de kerk zo veel mogelijk te beschermen en de continuïteit van de zielszorg te waarborgen, wat veelal niet gepaard ging met openlijke kritiek ten opzichte van de (over)heersers.
Het was eenvoudiger voor de kerk om zich dan te verschuilen achter het geloofsartikel van de NAK, waarin stond dat de mens gehoorzaamheid verschuldigd is aan de boven hem gestelde overheid. Het tiende geloofsartikel is in middels gewijzigd, waarbij het gehoorzaam zijn aan God hoger staan indien de wereldlijke overheid deze niet meer in acht neemt. De verwerking van dit stuk geschiedenis is voor de NAK-leiding en de leden aan de basis niet eenvoudig en aan een eerlijke geschiedschrijving is men tot op heden dan ook niet toegekomen.
Op lokaal, regionaal en internationaal niveau bestaan er toenemende contacten met andere christenen. Het exclusiviteitsdenken, zoals dat geruime tijd binnen de NAK gold, heeft plaats gemaakt voor een open missie en visie, dat o.m. in de nieuwe catechismus is gepubliceerd. Deelname aan de Raad van Kerken en equivalente verbanden wereldwijd zijn inmiddels gemeengoed geworden. De NAK ziet zich als onderdeel van de zichtbare Kerk van Christus. Een praktisch voorbeeld is de deelname aan de jaarlijkse Kerkproeverij, een interkerkelijk initiatief om een belangstellende naasten voor een bezoek aan een kerkdienst uit te nodigen.
De NAK ziet het jaar 1863 als haar oprichtingsjaar en de NAK-internationaal plant dan ook de nodige herdenkingen en feestelijkheden voor het jaar 2013 wanneer het 150-jarig bestaan zal worden gevierd.
De visie dat het jaar 1863 als geboortejaar van de huidige NAK kan worden gezien wordt niet door iedereen gedeeld.
Sommigen zien het jaar 1878 als het begin en anderen het jaar 1897.
Feit blijft dat in 1863 de Katholiek-Apostolische Gemeente te Hamburg door de leiding van de Katholiek Apostolische Kerk werd geëxcommuniceerd en daarmee een nieuw hoofdstuk in de apostolische geschiedenis begon.
Naast de oude ordening bestaat er vanaf dat moment een nieuwe ordening.

### Nieuw-Apostolisch
- www.nak-nl.org Nieuw-Apostolische Kerk in Nederland
- www.nak.org Nieuw-Apostolische Kerk - Internationale site

### Kritische sites over de NAK
- Regenboog-NAK Homo-, bi- en transseksuele Christenen in de Nieuw-Apostolische Kerk.
- www.glaubenskultur.de Nieuws en discussie over de NAK (Duitstalig).

### Kranten
- De Tijd De Maasbode, Naar aanleiding van de dood van de Duitse stamapostel Bischoff, de Hersteld Apostolische Zending-kerk 12-08-1960 deel 1 02-09-1960 deel 2
- Nieuwsblad van het Noorden, 'Apostolische beweging' levert diverse kerken op. Ton van der Werf, 26 september 1990